# 2018 في رومانيا
فيما يلي قوائم الأحداث التي وقعت خلال عام 2018 في رومانيا.

## سياسة

### تعيين في المنصب
- 29 يناير – فيوريكا دانسيلا قائمة رؤساء وزراء رومانيا.

## رياضة
- 8 يوليو – طواف سيبيو للدراجات 2018 الفائزون إيفان سوسا، ألكساندر فلاسوف، Gazprom-RusVelo 2018  [لغات أخرى]‏، Alexey Rybalkin [الإنجليزية]‏.

## وفيات

### أكتوبر
- 21 أكتوبر – إيلي بلاتشي (مواليد 1956) لاعب ثم مدرب كرة قدم روماني.